# جورج كولبي تشيس
جورج كولبي تشيس (بالإنجليزية: George C. Chase)‏ هو أستاذ جامعي أمريكي، ولد في 15 مارس 1844 في Unity, Maine ‏ في الولايات المتحدة، وتوفي في 27 مايو 1919 في لويستون في الولايات المتحدة.